# Bakhtar Afghan Airlines
Bakhtar Afghan Airlines – była afgańska linia lotnicza, która oferowała loty krajowe. Linia została założona w 1967 roku jako Bakhtar Airlines, nazwę tę zachowała do 1985 roku, kiedy to rządy Pasztunów przemianowały ją na Bakhtar Afghan Airlines. W tym samym roku firma połączyła się z Ariana Afghan Airlines.

## Cele podróży

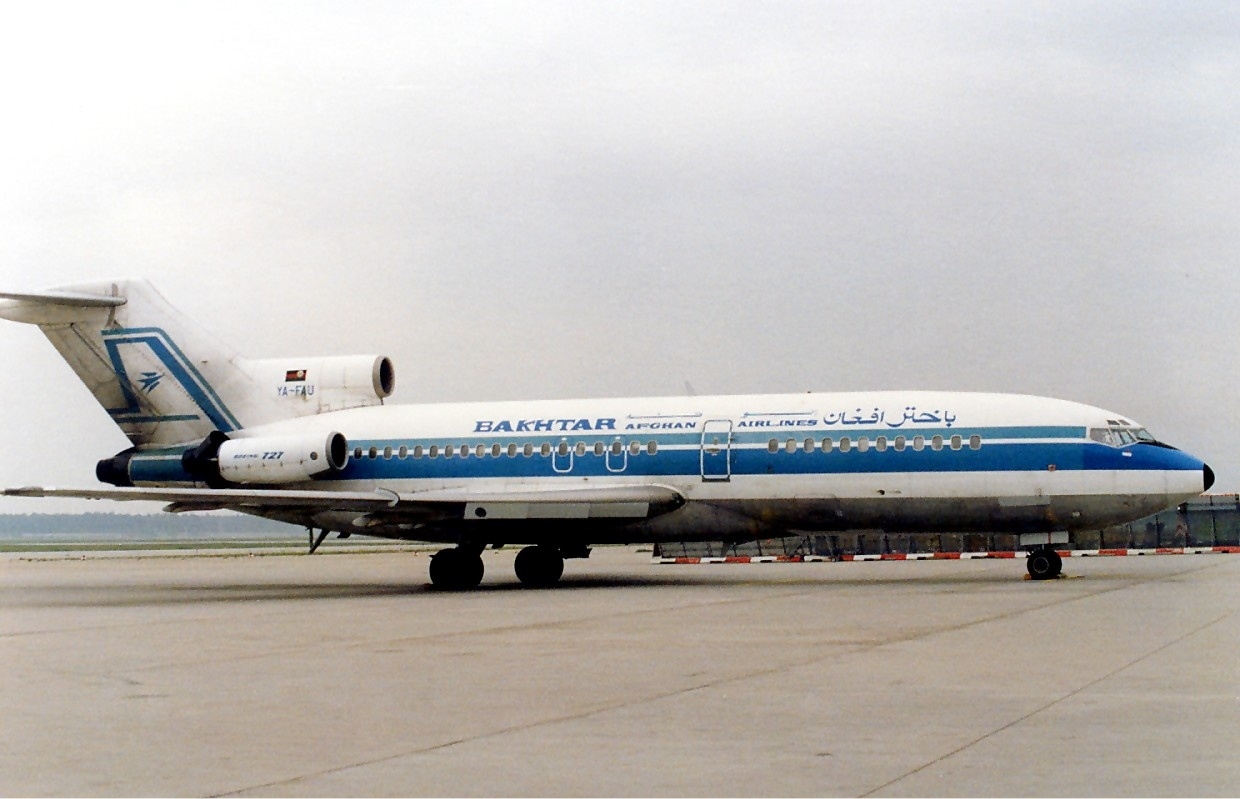
Boeing 727 linii Bakhtar Afghan Airlines na lotnisku we Frankfurcie pod koniec lat 80.

Bakhtar Afghan Airlines oferowały regularne loty do następujących miejsc docelowych:
- Bamian – Port lotniczy Bamian
- Chwahan – Port lotniczy Chwahan
- Czaghczaran – Port lotniczy Czaghczaran
- Darwaz – Port lotniczy Darwaz
- Fayzabad – Port lotniczy Fajzabad
- Herat – Port lotniczy Herāt
- Kabul – Port lotniczy Kabul
- Kunduz – Port lotniczy Kunduz
- Majmana – Port lotniczy Majmana
- Mazar-i-Sharif – Port lotniczy Mazar-i Szarif
- Szighnan – Port lotniczy Szighnan

Loty były obsługiwane samolotami Boeing 727, Jak-40 lub De Havilland Canada DHC-6 Twin Otter.